# Lynda Wiesmeier
Lynda Ann Wiesmeier (pronunciado WEES-myer, 30 de mayo de 1963 - 16 de diciembre de 2012) fue una modelo y actriz estadounidense.  Su película de debut fue American Pop. Wiesmeier fue seleccionada como modelo de portada y Playmate del Mes para el número de julio de 1982 de la revista Playboy, y fue fotografiada por Richard Fegley.  Wiesmeier también apareció en varios vídeos de Playboy y ediciones especiales, y trabajó firmemente para Playboy durante más de cinco años después de que ella realizase el desplegable para la revista, primero como un desnudo glamour y modelo pin-up, y luego como modelo promocional y reportera para el Canal de Playboy.
Falleció en diciembre de 2012 debido a un tumor cerebral.

## Apariciones en vídeos dePlayboy
- Playboy: 50 Años de Playmates (2004) – imágenes de archivo
- Playboy: Vídeo Centerfold Tawnni Cable (1991)
- Playboy: Playmates En Juego (1990)
- Playboy: Mojado & Salvaje (1989)
- Playboy: Playmate Playoffs (1986)
- Playboy: Vídeo Playmate Review (1983)

## Filmografía
- Evil Town (1987)
- Touch and Go (1986)
- Teen Wolf (1985)
- Real Genius (1985)
- Wheels of Fire (1985)
- Avenging Angel (1985)
- Malibu Express (1985)
- R.S.V.P. (1984)
- Preppies (1984)
- Private School (1983)
- Joysticks (1983)
- American Pop (1981)